# حملة كروفورد
حملة كروفورد (بالإنجليزية: Crawford expedition)، وتعرف أيضًا باسم حملة ساندسكاي وهزيمة كروفورد، حملة أطلقت عام 1782 على الجبهة الغربية لحرب الاستقلال الأمريكية، وأحد أواخر العمليّات التي تمت في ذلك الصراع. قادها العقيد وليام كروفورد وكان هدفها تدمير مدن العدو (الأمريكيين الأصليين) الواقعة إلى جانب نهر ساندسكاي في أوهايو البلد، مع الأمل في إنهاء هجمات الهنود الحمر على المستوطنات الأمريكية. كانت الحملة حلقةً من سلسلةٍ طويلة من الغارات على مستوطنات الأعداء، والتي قام بها كلا الطرفين على مدار الحرب.

## تسلسل الأحداث
قاد كروفورد حوالي 500 من الجنود المتطوعين، معظمهم من بنسلفانيا، في عمق الأراضي الهندية الأمريكية، بنيّة مفاجأة الهنود. كان الهنود الحمر وحلفاؤهم البريطانيّون من ديترويت قد علموا مسبقًا بأمر الحملة، واستجمعوا قواهم لمواجهة الأمريكان. بعد يومٍ من القتال المتردِّد قرب مدن ساندسكاي، وجد الأمريكان أنفسهم محاطين وحاولوا التراجع. تحوّل ذلك التراجع إلى هزيمةٍ، لكن تمكن معظم الأمريكيين من العثور على طريق العودة إلى بنسلفانيا. قتل ما يقارب 70 أمريكيًا؛ لكن خسائر الهنود والبريطان كانت قليلة.
وخلال ذلك التراجع، تمّ أسر كروفورد وعدد من رجاله. وأعدم الهنود كثيرًا من أولئك الأسرى انتقامًا لمذبحة غنادين هوتن التي حدثت في وقتٍ أسبق من ذلك العام التي قُتل فيها حوالي 100 هنديّ بريء على أيدي ميليشيات بنسلفانيا. كان إعدام كروفورد وحشيًا بشكل خاص؛ تعرّض للتعذيب لمدة ساعتين على الأقل قبل أن يتم حرقه على الوتد. وعندما يتم الحرق على الوتد، وإذا كانت النار هائلة (إذا وضع على الوتد عدة مساجين على سبيل المثال)، يأتيهم الموت غالبًا من التسمم بأول أكسيد الكربون قبل أن تسبّب النيران ضررًا مميتًا فعليًا للجسم. وإن كانت النار قليلة، فقد يحترق المُدان لبعض الوقت قبل أن يموت من مرض الهايبوفوليميا (فقدان الدم أو سوائل أخرى، حيث تستهلك الحروق الشديدة سوائل الوريد؛ لأن الاستجابة الالتهابية اللاحقة تسبب تسرب السوائل الشعرية والوذمة)، أو ضربة الشمس أو التحلل الحراري البسيط لأجزاء الجسم الحيوية.
تشمل أشكال الوفاة الأخرى الناتجة عن التعرض للحرارة الشديدة تشمل صب المواد مثل المعدن المنصهر على الشخص (أو أسفل حلقه أو في آذانه)، بالإضافة إلى وضع الناس في أجسامٍ معدنية محمَّاة مسبقًا. الغمر في سائل ساخن كشكلٍ من أشكال الإعدام يعتبر مختلفًا عن الموت حرقًا ويصنف باسم الموت عن طريق الغليان.